# Руське Коломасово
Руське Колома́сово (рос. Русское Коломасово, ерз. Русское Коломасово) — село у складі Ковилкінського району Мордовії, Росія. Входить до складу Мордовсько-Коломасовського сільського поселення.
Населення — 21 особа (2010; 27 у 2002).
Національний склад станом на 2002 рік:
- росіяни — 100 %